# Camouflage (együttes)
A Camouflage (jelentése álca, álruha) 1983-ban alakult, de ezen a néven 1984 óta működő német szintipop-együttes Nyugat-Németországból. Tagjai Marcus Meyn énekes, Heiko Maile és Oliver Kreyssig. Legsikeresebb daluk az 1989-es "The Great Commandment" a Voices & Images albumról, amely dal 59. helyig jutott a Billboard Hot 100 listán, és 3 hetet töltött a Dance Club Songs kislemezlista élén. További ismertebb dalaik még: "Strangers' Thoughts", "Neighbours", "That Smiling Face", "Love Is a Shield".

## Diszkográfia

### Stúdióalbumok
- Voices & Images (1988)
- Methods of Silence (1989)
- Meanwhile (1991)
- Bodega Bohemia (1993)
- Spice Crackers (1995)
- Sensor (2003)
- Relocated (2006)
- Greyscale (2015)